# Parafia Znalezienia i Podwyższenia Krzyża Świętego w Korycinie
Parafia pw. Znalezienia i Podwyższenia Krzyża Świętego w Korycinie – rzymskokatolicka parafia należąca do dekanatu Korycin, archidiecezji białostockiej, metropolii białostockiej. 

## Zasięg parafii
Do parafii należą wierni z następujących miejscowości: Korycin, Aulakowszczyzna, Brzozówka Folwarczna, Białystoczek, Czarnystok, Dobrzyniówka, Długi Ług, Dzięciołówka, Górnystok, Gorszczyzna, Kumiała, Krukowszczyzna, Laskowszczyzna, Mielniki, Nowinka, Olszynka, Ostra Góra, Popiołówka, Romaszkówka, Rudka, Rykaczewo, Skindzierz, Szaciłówka, Szumowo, Wyłudy, Wyłudki, Wysokie, Zakale, Zabrodzie  i Zagórze.

## Historia parafii
Parafia została utworzona w 1601 roku. 

## Kościół parafialny
Kościół parafialny pw. Znalezienia i Podwyższenia Krzyża Świętego wybudowany w stylu neogotyckim w latach 1899-1905 według projektu Jana Hinza, konsekrowany 11 września 1905 roku.